# Hrodnai repülőtér
A Hrodnai repülőtér (IATA: GNA, ICAO: UMMG) Fehéroroszország egyik nemzetközi repülőtere, amely Hrodna közelében található. Szezonális- és szezonális charterjáratokat fogad. Éves utasforgalma 180 145 fő (2018).
A repülőtér 1984-ben nyitott meg, 1993-tól fogad nemzetközi járatokat is.

## Futópályák
A repülőtér futópályái:
- 07/25 (2548 m, 45 m, beton)

## Forgalom
Az utasforgalom az elmúlt években az alábbi módon változott:
| 2018 | 180 145 |